# Arik Armstead
(en) Statistiques sur pro-football-reference
Arik Armstead, né le 15 novembre 1993 à Sacramento, est un sportif professionnel américain de football américain jouant au poste de defensive end dans la National Football League (NFL) depuis la saison 2015.
Sélectionné en 17e choix global lors du premier tour de la draft 2015 par la franchise des 49ers de San Francisco,, ceux-ci le libèrent le 13 mars 2024.
Deux jours plus tard, il signe avec les Jaguars de Jacksonville un contrat de trois ans pour un montant de 51 millions de dollars.
Au niveau universitaire, il a joué pour les Ducks de l'université de l'Oregon pendant trois saisons au sein de la NCAA Division I FBS (2012-2014).

## Biographie

### Jeunesse
Armstead étudie au lycée Pleasant Grove (en) de Elk Grove en Californie où il joue au basket-ball et au football américain. Dans ce sport, il totalise 126 plaquages et 7 ½ sacks. Il est considéré comme une recrue potentielle quatre étoiles par Rivals.com et comme le 6e meilleur defensive end de sa classe.

### Carrière universitaire

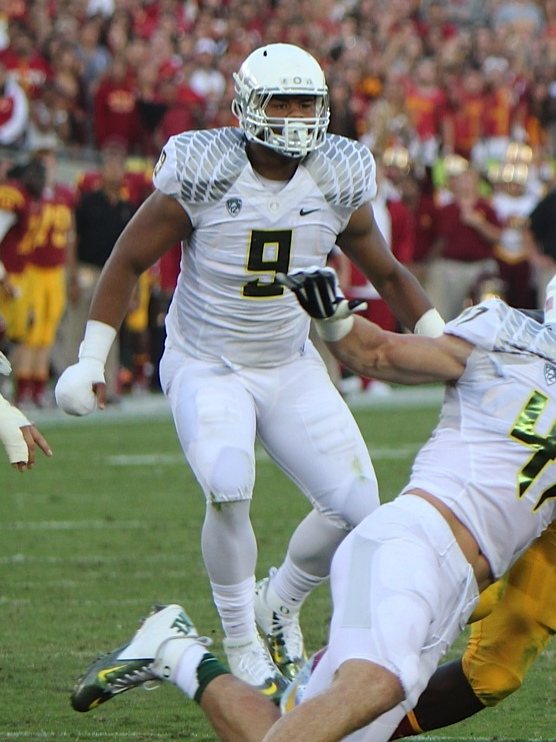
Armstead avec Oregon en 2012.

Après s'être lié avec l'Université de Californie du Sud, il intègre finalement l'université de l'Oregon,.
Armstead dispute les 13 matchs de la saison lors de son année true freshman en 2012 dont 1 en tant que titulaire. Il comptabilise sur sa saison 26 plaquages et ½ sack. Au printemps, il s'entraine avec l'équipe de basket-ball. En 2013, il enregistre 15 plaquages et 1 sack. Il rejoint à nouveau l'équipe de basket-ball au printemps et participe à une rencontre officielle avant de décider de se concentrer uniquement sur le football américain,.
En 2014, il performe à nouveau,, et décide en fin de saison de se présenter à la prochaine draft.

### Carrière professionnelle

#### Draft
Armstead est sélectionné en 17e rang lors du premier tour de la draft 2015 de la NFL par la franchise des 49ers de San Francisco. Il est le 4e defensive end sélectionné lors de cette draft.

#### 49ers de San Francisco

##### 2015
À la suite de la retraite de Justin Smith, l'entraîneur principal Jim Tomsula (en) désigne Armstead en tant que cinquième defensive end des Chiefs derrière Quinton Dial (en), Glenn Dorsey, Tank Carradine et Tony Jerod-Eddie (en) pour débuter la saison,.
Il fait ses débuts professionnels lors du premier match de la saison régulière gagné 20 à 3 contre les Vikings du Minnesota au cours duquel il réussit un plaquage pour perte de yards adverses. En 3e semaine en déplacement contre les Cardinals, il réussit son premier sack en carrière. Sa meilleur performance survient en 11e semaine lors de la défaite 13 à 29 chez les Seahawks lorsqu'il totalise six plaquages. Il obtient sa première titularisation lors du dernier match de saison régulière (victoire 19 à 16 en prolongation contre les Rams) et totalise finalement 19 plaquages dont 14 en solo et deux sacks lors des 16 matchs disputés dont un en tant que titulaire.

#### 2017 season
Armstead réussit son seul sack de la saison en 2e semaine contre les Seahawks sur le quarterback Russell Wilson (défaite en déplacement 9 à 12).
Le 17 octobre 2017, il est placé sur la liste des blessés après avoir subi une fracture de la main en 6e semaine. En six matchs, il enregistre sur sa saison 16 plaquages dont 8 en solo, 1 ½ sack et une passe déviée.

##### 2018
Le 30 avril 2018, les 49ers activent l'option de cinquième année du contrat d'Armstead.
En 3e semaine contre les Chiefs, il effectue le premier sack de sa saison sur le quarterback Patrick Mahomes (défaite en déplacement 27 à 38). Sa meilleur performance de la saison survient en 7e semaine où il reussit 5 plaquages et un sack sur le quarterback Jared Goff (défaite 10 à 39). Il sack le quarterback rookie Josh Rosen des Cardinals la semaine suivante (défaite 15 à 18).
Armstead termine la saison avec un total de 48 plaquages dont 33 en solo et 3 sacks en 16 matchs joués en tant que titulaire.

##### 2020
Le 16 mars 2020, Armstead signe une extension de contrat de cinq ans pour un montant de 85 millions de dollars avec les 49ers dont 48,5 million s garantis,.
Il réussit son premier sack de la saison en 2e semaine sur le quarterback Sam Darnold des Jets (victoire en déplacement 31 à 13)
. Placé sur la liste des réservistes touchés par la Covid-19 le 16 novembre 2020, il est réactivé le 25 novembre. 
Il totalise sur sa saison 2020, 3 ½ sacks, 49 plaquages et trois passes déviées en 16 matchs joués en tant que titulaire.

##### 2021
Le 7 décembre 2021, Armstead est désigné par les 49ers comme candidat au Walter Payton NFL Man of the Year Award. Il réussit 2 ½ sacks lors du dernier match de saison régulière et la victoire 27 à 24 contre les Rams.
Il totalise sur sa saison six sacks et 63 plaquages en 17 matchs joués tous en tant que titulaire. Deux semaines plus tard, il effectue deux sacks sur le quarterback Aaron Rodgers lors de la victoire 13 à 10 contre les Packers avant de perdre 17 à 20 la finale de conférence NFC contre les Rams.

##### 2022
Le 10 novembre 2022, Armstead annonce qu'il est en train de se remettre d'une fracture de stress à la cheville gauche.
Sur la saison il participe à neuf matchs tous en tant que titulaire avec un bilan de deux sacks lors des trois matchs de série éliminatoire des 49ers.

##### 2023
Armstead participe à 12 matchs en 2023 tous en tant que titulaire. IL termine la saison avec un bilan de cinq sacks et 27 plaquages.
Lors du Super Bowl LVIII, il effectue un sack et 6 plaquages malgré la défaite 22 à 25 contre les Chiefs. Deux jours plus tard, il est révélé qu'Armstead avait joué le match avec une blessure au genou soit un ménisque déchiré. Armstead informe les journalistes que cette blessure avait été occasionnée le 3 décembre 2023 lors du match contre les Eagles. Il doit subir une opération au ménisque, ce qui l'oblige à manquer la plupart des activités d'après saison.
Le 13 mars 2024, les 49ers libèrent Armstead.

#### Jaguars de Jacksonville
Le 15 mars 2024, les Jaguars de Jacksonville  signent Armstead pour trois ans et un montant de 51 millions de dollars.

## Statistiques

### NCAA
| Année       | Équipe            | Statut      | MJ |       | Plaquages | Plaquages | Plaquages | Plaquages |       | Interceptions | Interceptions | Interceptions | Interceptions |  | Fumbles | Fumbles |
| Année       | Équipe            | Statut      | MJ | Total | Seul      | Ast.      | Sacks     | Nb.       | Yards | Déf.          | TD            | Nb.           | Rec.          |  |         |         |
| 2012        | Ducks de l'Oregon | Fr.         | 13 | 26    | 11        | 15        | 0,5       | 0         | 0     | 0             | 0             | 0             | 0             |  |         |         |
| 2013        | Ducks de l'Oregon | So.         | 09 | 15    | 06        | 09        | 1,0       | 0         | 0     | 2             | 0             | 0             | 0             |  |         |         |
| 2014        | Ducks de l'Oregon | Jr.         | 13 | 46    | 25        | 21        | 2,5       | 0         | 0     | 0             | 0             | 1             | 0             |  |         |         |
| Totaux NCAA | Totaux NCAA       | Totaux NCAA | 35 | 87    | 42        | 47        | 4,0       | 0         | 0     | 2             | 0             | 1             | 0             |  |         |         |

### NFL Scouting Combine
| Taille               | Poids           | Bras          | Main            | Sprint   | Sprint   | Sprint   | Shuttle 20 yards | 3 cones drill | Détente       | Détente            | Développé couché | Test Wonderlic |
| Taille               | Poids           | Bras          | Main            | 40 yards | 10 yards | 20 yards | Shuttle 20 yards | 3 cones drill | verticale     | horizontale        | Développé couché | Test Wonderlic |
| 2,01 m (6 ft 7 ⅛ in) | 132 kg (292 lb) | 84 cm (33 in) | 27 cm (10 ½ in) | 5,10 s   | 1,75 s   | 2,92 s   | 4,53 s           | 7,57 s        | 86 cm (34 in) | 2,97 m (9 ft 9 in) | 24 reps          | 26             |

### NFL
| Année      | Équipe                  | MJ  |                 | Plaquages       | Plaquages       | Plaquages       | Plaquages       |                 | Interceptions   | Interceptions   | Interceptions | Interceptions |  | Fumbles | Fumbles |
| Année      | Équipe                  | MJ  | Total           | Seul            | Ast.            | Sacks           | Nb.             | Yards           | Déf.            | TD              | Nb.           | Rec.          |  |         |         |
| 2015       | 49ers de San Francisco  | 16  | 19              | 14              | 05              | 02,0            | 0               | 0               | 0               | 0               | 0             | 0             |  |         |         |
| 2016       | 49ers de San Francisco  | 08  | 15              | 09              | 06              | 02,5            | 0               | 0               | 0               | 0               | 1             | 0             |  |         |         |
| 2017       | 49ers de San Francisco  | 06  | 16              | 08              | 08              | 01,5            | 0               | 0               | 1               | 0               | 0             | 0             |  |         |         |
| 2018       | 49ers de San Francisco  | 16  | 48              | 33              | 15              | 03,0            | 0               | 0               | 0               | 0               | 0             | 0             |  |         |         |
| 2019       | 49ers de San Francisco  | 16  | 54              | 32              | 22              | 10,0            | 0               | 0               | 2               | 0               | 2             | 1             |  |         |         |
| 2020       | 49ers de San Francisco  | 16  | 49              | 29              | 20              | 03,5            | 0               | 0               | 3               | 0               | 0             | 0             |  |         |         |
| 2021       | 49ers de San Francisco  | 17  | 63              | 29              | 34              | 06,0            | 0               | 0               | 0               | 0               | 0             | 0             |  |         |         |
| 2022       | 49ers de San Francisco  | 09  | 11              | 08              | 03              | 00,0            | 0               | 0               | 0               | 0               | 0             | 0             |  |         |         |
| 2023       | 49ers de San Francisco  | 12  | 27              | 15              | 12              | 05,0            | 0               | 0               | 0               | 0               | 0             | 0             |  |         |         |
| 2024       | Jaguars de Jacksonville | ?   | Saison en cours | Saison en cours | Saison en cours | Saison en cours | Saison en cours | Saison en cours | Saison en cours | Saison en cours | ?             | ?             |  |         |         |
| Totaux NFL | Totaux NFL              | 116 | 302             | 177             | 125             | 33,5            | 0               | 0               | 6               | 0               | 3             | 1             |  |         |         |

| Année      | Équipe                 | MJ |       | Plaquages | Plaquages | Plaquages | Plaquages |       | Interceptions | Interceptions | Interceptions | Interceptions |  | Fumbles | Fumbles |
| Année      | Équipe                 | MJ | Total | Seul      | Ast.      | Sacks     | Nb.       | Yards | Déf.          | TD            | Nb.           | Rec.          |  |         |         |
| 2015       | 49ers de San Francisco | 3  | 08    | 7         | 1         | 2,0       | 0         | 0     | 0             | 0             | 1             | 0             |  |         |         |
| 2021       | 49ers de San Francisco | 3  | 09    | 4         | 5         | 3,0       | 0         | 0     | 0             | 0             | 0             | 0             |  |         |         |
| 2022       | 49ers de San Francisco | 3  | 10    | 8         | 2         | 2,0       | 0         | 0     | 0             | 0             | 0             | 0             |  |         |         |
| 2023       | 49ers de San Francisco | 3  | 11    | 4         | 7         | 1,0       | 0         | 0     | 0             | 0             | 0             | 1             |  |         |         |
| Totaux NFL | Totaux NFL             | 12 | 38    | 23        | 15        | 8,0       | 0         | 0     | 0             | 0             | 1             | 1             |  |         |         |

## Vie privée
Armstead est chrétien.  Son épouse Melinda lui a donné deux filles.
Son frère, Armond Armstead (en), a joué au football américain pour les Trojans de l'USC en NCAA Division I FBS et dans la Ligue canadienne de football.
En 2022, Armstead participe au tournoi rapide d'échecs BlitzChamps réservé aux joueurs de la NFL sur Chess.com. Il y termine dernier de son groupe derrière Larry Fitzgerald et Will Davis (en) et pour raison personnelle n'a su participer au match de consolation. En conséquence, les joueurs ont réparti le prix de consolation de 22 500 $ à parts égales entre leurs œuvres caritatives,.